# Roberto González Barrera
Roberto González Barrera (Cerralvo, Nuevo León, 1 de septiembre de 1930 - Houston, Texas, 25 de agosto de 2012) fue un empresario mexicano. Fue fundador y presidente del Consejo de Administración de Gruma, así como presidente vitalicio del Grupo Financiero Banorte.

## Biografía
Roberto González Barrera nació el 1 de septiembre de 1930 en Cerralvo, Nuevo León. Hijo de Roberto M. González Gutiérrez y Bárbara Barrera. Su hijo Roberto González fue piloto de automovilismo, resultando tercero en las 12 Horas de Sebring de 1976. Sus nietos Ricardo González Valdez y Roberto González Valdez también son pilotos de automovilismo.
Al entrar a la primaria, Roberto trabajó como lustrador de zapatos, a los 11 años dejó la escuela y comenzó a trabajar en una tienda de abarrotes  que su padre tenía en Cerralvo y donde vendían productos lácteos.
Más tarde, González Barrera trabajó en Pemex como conductor en una planta en Veracruz. Fue durante este tiempo que se asoció con una pequeña plantación de coco. Fue un buen negocio, pero después de dos años, y de haber contraído la malaria, regresó a su ciudad natal, con 200 mil pesos obtenidos en el negocio en la plantación de coco y decidió asociarse con su padre en el negocio familiar, y desarrollando nuevos proyectos.
En 1948, después de convencer a su padre, compraron un molino de maíz por 75 mil pesos, y lo llevaron a Cerralvo, donde comenzó lo que hoy es Maseca, empresa que fabrica y comercializa harina de maíz. Para poner en marcha este negocio, tuvieron que vender la totalidad de sus otros negocios, y cuando se les acabó el dinero, un amigo que había conocido en Cerralvo, el General Bonifacio Salinas Leal, entonces gobernador de Nuevo León, les prestó dinero a cambio de algunas de las acciones de la compañía que, años más tarde, se las vendería de nuevo a ellos. Así comenzó una larga relación con los políticos, motivo por el cual recibió varias críticas.

## Controversias
En 2005, González Barrera se negó a declarar, a favor, en el proceso penal en contra de Raúl Salinas de Gortari por supuesto enriquecimiento ilícito y por desconocer una deuda millonaria. González Barrera mencionó lo siguiente:

«... estoy impedido para declarar señora juez, soy amigo de don Raúl.»